# دونالد (اورگن)
دونالد (به انگلیسی: Donald) شهری در شهرستان ماریون ایالت اورگن است و در سرشماری سال ۲۰۱۱ میلادی، ۹۷۹ نفر جمعیت داشته که نسبت به سال ۲۰۱۰، ۰٫۱ درصد رشد جمعیت داشته‌است.